# The Brave Hunter
The Brave Hunter est un film américain de comédie réalisé par Mack Sennett, sorti en 1912.

## Fiche technique
- Réalisation : Mack Sennett
- Date de sortie : 22 avril 1912

## Distribution
- Mack Sennett
- Dell Henderson
- Mabel Normand